# عليا (مسلسل)
عليا (بالتركية: Aliye)‏ هو مسلسل درامي اجتماعي تركي تم إنتاجه في 21 سبتمبر 2004.

## قصة المسلسل
تعيش الشابة الحسناء عليا وولديها في القصر الكبير الذي تمتلكه العائلة مع حماتها وشقيقة زوجها، وتكتشف خيانة زوجها ميار، فتقرر الهرب مع ولديها لتقيم في بيت خالها في إسطنبول.